# تامي توماس
تامي توماس (بالإنجليزية: Tammy Thomas)‏ هي دراجة أمريكية، ولدت في 1970.

## وصلات خارجية
- الموقع الرسمي
- تامي توماس على موقع أرشيف الدراجات (الإنجليزية)